# Tupadly (zámek)
Zámek Tupadly stojí uprostřed obce Tupadly, přibližně pět kilometrů jižně od Čáslavi ve Středočeském kraji. Je chráněn jako kulturní památka.

## Historie
Zámek vznikal postupným rozšiřováním od první stavby raně renesanční až po dostavbu vrcholného baroka.
V první polovině 14. století se v Tupadlech připomíná tvrz, kterou vlastnili vladykové z Tupadel. Na jejím místě začal roku 1530 Bernard Žehušický z Nestajova budovat raně renesanční zámek. Zámek byl původně jednokřídlou budovou s hranolovitou obytnou věží. Tato stavba tvoří východní křídlo dnešního zámku.
Po konfiskacích měšťanského i panského majetku následujících po bitvě na Bílé hoře se Tupadly dostaly do rukou Arnošta de Suy, císařského generála. Ten roku 1633 nechal rozšířit zámek o jižní průčelní křídlo se střední věží a během čtyř let ho přestavěl v pozdně renesančních tvarech s použitím sgrafitové rustiky na průčelí dvojtraktu.
Po požáru roku 1676 prodal Arnoštův syn Ferdinand panství Marii Barboře z Pöttingu (též uváděna z Petynku). Ta přistavěla křídlo západní a vytvořila tak zámecký komplex o třech křídlech, od zahrady oddělený zdí se slepou arkádou. Průčelí nového traktu získalo raně barokní červenobílé členění, zatímco ostatní fasády byly i nadále pokryty sgrafity. Marie Barbora z Pöttingu přenechala tupadelské panství svému synovi Františku Karlovi, ten ho však v roce 1739 kvůli dluhům prodal v dražbě.
Další majitelka, hraběnka Kateřina Auerspergová ze Schönfeldu, spojila Tupadly se žlebským panstvím, přesto na zámku pokračovaly stavební úpravy. Kateřina Auerspergová dala okolo roku 1739 sjednotit zámek barokovými průčelími. Novobarokní korektury, následující po požáru roku 1865, se přidržely starších barokních forem a tehdy byla při zámku zřízena dnes již neexistující zámecká kaple a zahrada s lodžií. Auerspergové vlastnili zámek až do roku 1924, od druhé poloviny 18. století ztratil však svůj význam a byla v něm jen hospodářská správa.
Po roce 1924 zámek vlastnil hostačovský cukrovar (zámek byl adaptován k bytovým účelům) a následně jej získal do vlastnictví poslanec za agrární stranu Jaroslav Hálek. Po roce 1948 byl zámek zestátněn.
Zámek je v soukromém vlastnictví a není přístupný veřejnosti.